# Хаутекит, Ибе
Ибе Хаутекит (нидерл. Ibe Hautekiet; род. 13 апреля 2002, Кортрейк, Фламандский регион) — бельгийский футболист, защитник клуба «Стандард».

## Клубная карьера
Хаутекит — воспитанник клуба «Брюгге». 22 августа 2020 года в матче против РВДМ47 он дебютировал в Челленджер Про Лига за дублирующий состав. В начале 2023 года Хаутекит перешёл в льежский «Стандард», подписав контракт на 4,5 года. Сумма трансфера составила 1 млн евро. 18 февраля в матче против «Юниона» он дебютировал в Жюпиле лиге.

## Карьера в сборной
В 2019 году в составе юношеской сборной Бельгии Хаутекит принял участие в юношеском чемпионате Европы в Ирландии. На турнире он сыграл в матче против команды Чехии.